# Gunnar Wennerberg

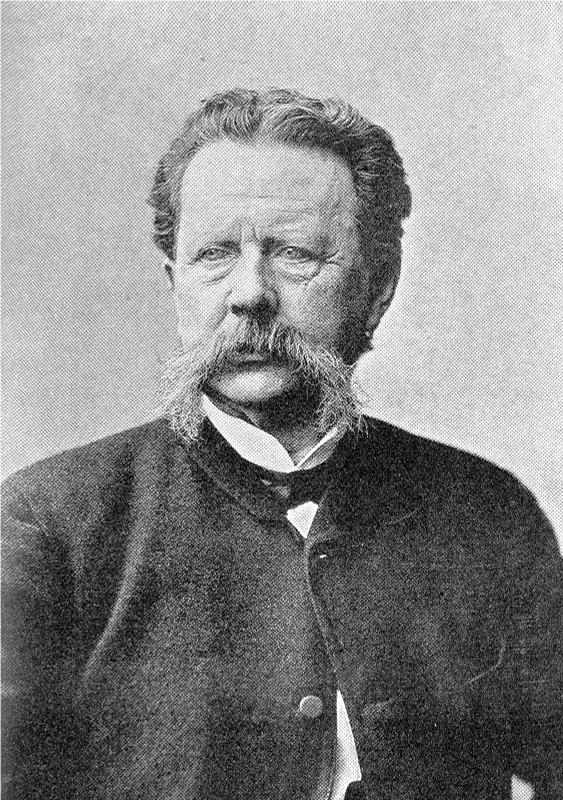
Gunnar Wennerberg

Gunnar Wennerberg (* 2. Oktober 1817 in Lidköping, Schweden; † 24. August 1901 in Schloss Läckö, Västergötland) war ein schwedischer Dichter, Komponist, Beamter und Politiker.

## Leben
Wennerberg war der Sohn des Pfarrers und späteren Propstes Gunnar Wennerberg d. Ä. Sein jüngerer Bruder Brynolf wurde ein bekannter Maler. Wennerberg wuchs in Skara auf und studierte ab 1837 an der Universität Uppsala. 1845 erwarb er den Titel eines filosofie magister, 1846 erlangte er eine Stelle als Dozent für Ästhetik. 1849 wurde er Lehrer am Gymnasium von Skara. In den 1860er Jahren wurde er für den Aufbau des Nationalmuseums nach Stockholm geholt. Der Plan von König Oskar I., ihn zum Intendanten des Museums zu machen, ließ sich nicht verwirklichen; aber Wennerberg blieb als Büroleiter im Kultusministerium und wurde 1870 selbst zum Kultusminister berufen. 1875 wechselte er auf die Stelle des landshövding in der schwedischen Provinz Kronobergs län, wo er bis 1888 amtierte. Von 1876 bis 1901 war er Abgeordneter in der ersten Kammer des schwedischen Reichstags. Von 1888 bis 1891 war er noch einmal Kultusminister.
Wennerberg war ab 1852 mit Gräfin Hedvig Sofia Cronstedt verheiratet. Sie hatten drei Kinder, darunter den späteren Kunsthandwerker und Maler Gunnar Gunnarsson Wennerberg (1863–1914). Die Schriftstellerin und Widerstandskämpferin Amelie Posse war eine seiner Enkelinnen.
Gunnar Wennerberg schrieb eine Reihe von teilweise bekannten Gedichten und Kirchenliedern, die er zumeist auch selbst vertonte. Sein wichtigstes Werk sind die 1848 bis 1851 entstandenen Gluntarne (ungefähr „Die jungen Männer“). Es handelt sich um 30 Duette für Bariton und Bass (Glunten, der Student, und Magistern, der Magister) mit Klavierbegleitung, die das Studentenleben in Uppsala schildern. Vorbild war Carl Michael Bellmans Fredmans epistlar, doch der Abstand ist groß zwischen Bellmans prallen und lebensvollen Schilderungen aus der Stockholmer Halbwelt und Wennerbergs Biedermeier-Idylle.

## Akademien und Orden
- Königlich Schwedische Musikakademie (1850)
- Svenska Akademien (1866)
- Kungliga Konstakademien (1871)
- Nordstern-Orden, Komtur (1873)
- Königlicher Seraphinenorden, Ritter (1890)
- Königliche Wissenschafts- und Literaturgesellschaft in Göteborg (1893)